# التجمع الديمقراطي الاجتماعي
التجمع الديمقراطي الاجتماعي (بالفرنسية: Rassemblement social démocratique) هو حزب سياسي في النيجر. رئيسه هو أمادو شيفو وأول أمين عام له هو محمدو علي تشيموغو.

## التاريخ
تم تأسيس الحزب من قبل شيفو في يناير 2004 على أنه انفصال عن المؤتمر الديمقراطي والاجتماعي،  وحقق نجاحًا جيدًا في الانتخابات البلدية في يوليو 2004. في الانتخابات العامة لعام 2004، تم ترشيح شيفو كمرشح للحزب، وحصل على 6.35٪ من الأصوات واحتل المركز الرابع من بين ستة مرشحين. بعد ذلك، أيد الحزب الرئيس الحالي محمد تانجا في الجولة الثانية،  الذي فاز بنسبة 66٪ من الأصوات. في الانتخابات البرلمانية، حصل الحزب على 7.1 ٪ من الأصوات، وفاز بسبعة من أصل 113 مقعدًا في الجمعية الوطنية.
في مايو 2009، كان الحزب واحداً من عدة أحزاب أيدت دعوة الرئيس تانجا لإجراء استفتاء لإنشاء دستور جديد من شأنه أن يزيل حدود فترة الرئاسة. بعد الاستفتاء، احتل الحزب المركز الثاني في الانتخابات البرلمانية في أكتوبر 2009 وسط مقاطعة المعارضة. حصل على 16٪ من الأصوات، وفاز بـ 15 مقعدًا. كان شيفو المرشح الرئاسي للحزب مرة أخرى للانتخابات العامة 2011؛ واحتل المركز الخامس من بين عشرة مرشحين بنسبة 4٪ من الأصوات. في الانتخابات البرلمانية، خسر الحزب جميع المقاعد الخمسة عشر حيث انخفضت حصته في التصويت إلى 1.8٪.
شهدت الانتخابات العامة لعام 2016 ترشح شيفو للرئاسة مرة أخرى، حيث حل في المركز الثامن من بين خمسة عشر مرشحًا بنسبة 1.8٪ من الأصوات. ومع ذلك، استعاد الحزب التمثيل البرلماني، وفاز بأربعة مقاعد في الجمعية الوطنية.